# ネパールの仏教
本項では、ネパールの仏教（ネパールのぶっきょう）について、歴史的な「ネパール」地域（カトマンズ渓谷）と現代のネパールの両方に対象として解説する。
現代のネパールにおける仏教の諸宗派には主に、カトマンズ渓谷の都市部を中心に伝統的に信仰されるネワール仏教、近世以降に隣国チベットから大々的にもたらされたチベット仏教、今世紀に入ってから増大を見せる上座部が挙げられる。

## 歴史
そもそも仏教の開祖である釈迦の故郷であるルンビニは、今日のネパール領南部にあった。仏教興隆に貢献したマウリヤ朝のアショーカ王は、この地に仏陀生誕の地を示す石柱を建立し、近代に至りそれが決め手となってルンビニが再発見されることになる。
インドでグプタ朝が隆盛していた紀元後5世紀以降、ネパールに成立したリッチャヴィ朝によって、この地に仏教とヒンドゥー教が同時にもたらされることになった。7世紀に入り、王朝の支配者アンシュ・ヴァルマーは、娘ブリクティーを吐蕃（チベット）の王ソンツェン・ガンポに嫁がせ、唐から嫁いだ文成公主と共に、吐蕃（チベット）に仏教文化をもたらし、ラサのトゥルナン寺（ジョカン、大昭寺）建立のきっかけを作るなど、後のチベット仏教の嚆矢となった。
チベット仏教と同じくインド後期密教が受容されていく一方、ヒンドゥー教、カーストにも強い影響を受けた社会環境の中で、ネパールの仏教は、グバジュ（Gubhaju）と呼ばれる世襲の仏教特権階級を生み出しつつ存続してきた。
11世紀前半には、アティーシャがチベットへ赴く途上、ネパールに滞在した。同地に密教をもたらしたのが彼であったかどうかは諸説あるものの、ネパールでは、この時代前後に密教が伝播していったようである。
インド仏教がイスラム勢力の侵攻によって駆逐された13世紀以降、このネパール仏教がサンスクリット経典を継承する唯一の存在となった。1820年にネパール入りした英国の外交官B. H. ホジソンによってそれが発見され、1881年にRājendralāla Mitraの『The Sanskrit Buddhist Literature of Nepal』で紹介されて以降、欧米や日本の研究者によって、サンスクリット経典蒐集拠点としてネパールは注目されることになった。
日本のその分野の草分けである河口慧海のネパール・サンスクリット経典との関わりは、その著書『チベット旅行記』『第二回チベット旅行記』で詳述されている。